# Jessica Stuart-Beck
Jessica Stuart-Beck, född 20 april 1951 i Arvika, är en svensk målare och grafiker.
Stuart-Beck studerade i olika kurser vid Kyrkeruds folkhögskola men räknar sig själv som autodidakt som konstnär. Hennes konst består av måleri och grafik. Hon har medverkat i samlingsutställningar i bland annat Stockholm, Göteborg och olika platser i Värmland samt med Värmlands konstförenings Höstsalonger på Värmlands museum.
Stuart-Beck är representerad vid Värmlands läns landsting.